# إيفان لاو
إيفان لاو (بالإنجليزية: Evan Low) (بالصينية: 羅達倫) (من مواليد 5 يونيو 1983) هو سياسي أمريكي يشغل حاليًا منصب نائب برلماني في جمعية ولاية كاليفورنيا. وهو عضو في الحزب الديمقراطي يمثل الدائرة الثامنة والعشرين في المجلس، والتي تشمل أجزاء من ساوث باي ووادي السيليكون في شمال كاليفورنيا. وهو عضو في التجمع التشريعي للمثليين في كاليفورنيا (وشغل منصب الرئيس من 2017 إلى 2018)، وفي المؤتمر التشريعي لولاية كاليفورنيا في آسيا والمحيط الهادئ
وقد شغل منصب عضو مجلس مدينة ومنصب رئيس بلدية كامبيل، كاليفورنيا قبل انتخابه في الجمعية التشريعية لكاليفورنيا في عام 2014.
عُيِن لاو في 15 يناير 2020 في منصب الرئيس المشارك الوطني لحملة أندرو يانغ الرئاسية.

## النشأة
ولد لاو في سان خوسيه، كاليفورنيا في 5 يونيو 1983، وهو ابن طبيب العيون الأمريكي-الصيني آرثر لاو. نشأ لاو في سان خوسيه، كاليفورنيا والتحق بمدرسة ليلاند الثانوية. وانتقل لاو إلى كامبيل، كاليفورنيا في عام 2003.

## التعليم
حصل لاو على درجة دبلوم جامعي من كلية دي أنزا، وهي كلية مجتمعية في كوبرتينو، كاليفورنيا وعلى درجة البكالوريوس في العلوم السياسية من جامعة ولاية سان خوسيه. أكمل لاو في عام 2008 برنامج كلية جون إف كينيدي للحكومة بجامعة هارفارد لكبار المسؤولين التنفيذيين في حكومة الولاية والحكومة المحلية التابع لزمالة القيادة في مؤسسة ديفيد بونيت لمعهد نصرة المثليين (بالإنجليزية: Harvard University's John F. Kennedy School of Government program for Senior Executives in State and Local Government as a David Bohnett Foundation LGBTQ Victory Institute Leadership Fellow).

## مجلس مدينة كامبل
ترشح لاو دون جدوى في عام 2004 للحصول على مقعد في مجلس مدينة كامبل، لكنه ترشح مرة أخرى في عام 2006 وفاز في محاولته الثانية. عمل لاو كعضو كبير للدائرة السابقة للجمعية المحلية الثامنة والعشرين لولاية كاليفورنيا بول فونغ.
أصبح لاو أصغر رئيس بلدية أمريكي-آسيوي مثلي الجنس علنا في الولايات المتحدة عندما اختاره زملاؤه لشغل منصب رئيس بلدية كامبل في عام 2009.
اختاره زملاؤه في مجلس مدينة كامبل في عام 2013 ليشغل منصب رئيس البلدية للمرة الثانية. انتهت فترة عضويته في المجلس في عام 2014.

## الجمعية التشريعية في كاليفورنيا
عينت رئيسة الجمعية توني أتكينز في عام 2014 لاو كمساعد المسؤول عن الأغلبية البرلمانية. تم الإبقاء على لاو في نفس الدور القيادي من قبل خليفة أتكينز رئيس الجمعية أنتوني ريندون في عام 2016.
ترأس لاو لجنة الأعمال والمهن بولاية كاليفورنيا من مارس 2016 حتى نوفمبر 2021، عندما تمت إقالته من المنصب دون تفسير من قبل المتحدث أنتوني ريندون. تم استبدال لاو بمارك بيرمان.
يعتبر لاو مؤسسا مشاركا ورئيسا مشاركا في «تجمع كاليفورنيا التشريعي للتكنولوجيا». هناك 24 عضوًا في تجمع التكنولوجيا.
قدم لاو في عام 2016 مشروع القانون «AB 1887» الذي من شأنه حظر السفر الممول من ولاية كاليفورنيا إلى الولايات التي سنت قوانين للتمييز ضد الأفراد على أساس التوجه الجنسي والهوية الجندرية والتعبير الجندري، والذي تم دعمه من قبل زعيمة الأقلية في مجلس النواب الأمريكي نانسي بيلوسي.
حددت مجلة نيويورك في عام 2016 لاو كمرشح رئاسي محتمل للانتخابات الرئاسية الأمريكية في عام 2024 إلى جانب تسعة شبان ديمقراطيين آخرين لديهم طموح غير عادي مثل أوباما سابقا.
لقد كان زعيمًا في المجلس التشريعي للولاية مع توقيع العديد من مشاريع القوانين. حددت صحيفة ذي ساكرامنتو بي لاو باعتباره المشرع الأكثر غزارة في ولاية كاليفورنيا في جلسة 2017-2018، حيث حصلت معظم مشاريع القوانين الخاصة به على توقيع حاكم ولاية كاليفورنيا جيري براون أكثر من أي عضو في جمعية كاليفورنيا التشريعية. كما كان له الفضل في قيادة مستقبل شركتي أوبر ولايفت في الهيئة التشريعية لولاية كاليفورنيا.
قدم لاو في عام 2019 مشروع القانون «AB-57»، والذي من شأنه أن يسمح للمرشحين الذين يحملون أسماء مواليد بلغات تعتمد على الأحرف - مثل الصينية واليابانية والكورية - باستخدام هذه الأسماء في بطاقات الاقتراع المترجمة التي يطلبها الناخبون. كان لدى المرشحين في السابق مثل فيونا ما نسخ منقحرة من أسماءهم تظهر على بطاقات الاقتراع المترجمة. كما طلب مشروع القانون من المرشحين الذين ليس لديهم أسماء ولادات تستند إلى الأحرف ترجمة أسمائهم صوتيًا على بطاقات الاقتراع المترجمة، ما لم يثبتوا أنهم معروفون باسم مختلف داخل المجتمع المستهدف. وَقَّع الحاكم غافن نيوسوم على مشروع القانون «AB-57» من ليصبح قانونًا في يوليو 2019 ودخل حيز التنفيذ في عام 2020.

### مجلس ولاية كاليفورنيا 2022
بعد إعادة تقسيم الدوائر التي أضافت دائرة كامبل إلى دائرة النائب في الجمعية مارك بيرمان، أعلن لاو أنه سيرشح نفسه في الدائرة 26 الجديدة التي تمتد عبر سانيفال وكوبرتينو وسانتا كلارا.

## التشريفات
أصدر رئيس بلدية سان فرانسيسكو غافن نيوسوم إعلانًا أطلق عليه اسم «يوم إيفان لاو» في 5 يونيو 2006 في مدينة ومقاطعة سان فرانسيسكو.
تمت تسمية عضو الجمعية لاو «مشرّع العام» من قبل منظمات «إنترنات أسوسيايشن» وتيكنيت وكومبيوتينغ تيكنولوجي أنديستري أسوسيايشن وكاليفورنيا فاكلتي أسوسيايشن ورابطة صناعة الاتصالات الخلوية ورابطة محامي مقاطعة كاليفورنيا ورابطة أعضاء هيئة التدريس في كليات المجتمع في كاليفورنيا.